# Lettre d'Amarna EA 161
La lettre d'Amarna EA 161, intitulée « L'explication d'une absence », est des lettres d'Amarna. Elle est rédigée sur une tablette d'argile et comporte huit  paragraphes, avec des lignes de paragraphe uniques. La surface est quelque peu dégradée, mais la plupart des signes cunéiformes qui subsistent (les coins non endommagés, ou les éraflures contiennent des signes perdus, ajoutés par contexte par traduction), permettent un contexte de traduction relativement complet pour la lettre, et les huit paragraphes. La tablette d'argile porte le numéro BM 29818 au British Museum ; le numéro est visible en haut de la tablette, au-dessus du paragraphe I (à l'encre noire, la moitié supérieure du numéro est visible).
La lettre mesure environ 3,2 pouces de large sur 4,7 pouces de haut, et probablement un peu moins de 1 pouce d'épaisseur. Le texte de la lettre ne se termine pas à la marge droite de la lettre ; au contraire, le texte semble utiliser le côté de la tablette d'argile.

## Texte
Le paragraphe I est un très court paragraphe introductif, salutaire, avec des sections de la formule de prosternation, notamment : « 7 fois et 7 fois », « mon Dieu », « mon Soleil », « je m'incline ». L'appellation « Mon Seigneur » est utilisée ici dans le paragraphe I, et tout au long des paragraphes de la lettre.
Le paragraphe II commence l'histoire de la lettre, et le contexte des personnes et des lieux impliqués. Le paragraphe III présente Tunip, et l'un des deux « lieux » des citadins qui ont écrit une lettre d'Amarna au pharaon : EA 59, des citoyens de Tunip, et EA 100, la ville d'Irqata au roi. Notamment, le paragraphe III se termine par une liste de six articles de ravitaillement nécessaires à l'arrivée du messager Han'i, une liste similaire aux articles nécessaires à l'arrivée des archers égyptiens, faisant partie de l'armée étrangère du pharaon. La liste se termine par un signe cunéiforme pour « pluriel » pour chaque article listé ; bien que de nombreux signes soient dégradés dans les lignes 21, 22, chaque signe alternatif (la plupart) dans les lignes 21, 22, est pour le pluriel : « MEŠ (cunéiforme) » (ou est un équivalent en sumérogramme).

## Lettre EA 161: «Une absence expliquée»
C'est la troisième lettre sur treize entre Aziru et le pharaon d'Égypte (Égypte nommée Misri dans les lettres).
Paragraphe I, lignes 1-3

« Au Grand Roi, mon seigneur, mon dieu, [mon Soleil] : Message (um-ma) d'Aziru, ton serviteur. Je tombe aux pieds de mon seigneur, mon dieu, mon soleil, 7 fois et 7 fois. »

Paragraphe II, lignes 4-10

« Mon seigneur, je suis ton serviteur, et à mon arrivée en présence du roi, mon seigneur, j'ai parlé de toutes mes affaires en présence du roi, mon seigneur. Mon seigneur, n'écoute pas les perfides qui me dénoncent en présence du roi, mon seigneur. Je suis ton serviteur pour toujours. »

Paragraphe III, lignes 11-22

« Le roi, mon seigneur, a parlé de Han'i-(Ha-Ni-I). Mon seigneur, je résidais à Tunip, (Tu-Ni-iP) et je ne savais pas qu'il était arrivé. Dès que je l'ai appris, je suis monté à sa suite, mais je ne l'ai pas rattrapé. Que Han'i arrive sain et sauf afin que le roi, mon seigneur, puisse lui demander comment j'ai pourvu à son entretien. Mes frères et Bet-ili étaient à son service ; ils lui ont donné des bœufs, des moutons, des chèvres et des oiseaux, sa nourriture et des boissons fortes. »

Paragraphe IV, lignes 23-34

« J'ai donné des chevaux et des ânes, [pour] son voyage. Que le roi, mon seigneur, entende mes paroles. Lorsque j'irai voir le roi, mon seigneur, Han'i me précédera ; comme une mère et comme un père, il subviendra à mes besoins. Et mon seigneur ne dira pas : Tu t'es caché de Han'i.. Que tes dieux et le Soleil en soient témoins : Je jure : Je résidais à Tunip. »

Paragraphe V, lignes 35-40

« Le roi, mon seigneur, a parlé de la construction de Sumur-(Zemar). Les rois de Nuhašše m'ont fait la guerre et ont pris mes villes sur les instructions de Hatip. Je ne l'ai donc pas construite. Maintenant, en toute hâte, je vais la construire. »

Paragraphe VI, lignes 41-46

« Et que mon seigneur sache que Hatip a pris la moitié des choses que le roi, mon seigneur, a données (m'a données). Tout l'or et l'argent que le roi, mon seigneur, m'a donné, Hatip l'a pris. Que mon seigneur sache (cela). »

Paragraphe VII, lignes 47-53

« En outre, le roi, mon seigneur, a également dit : Pourquoi avez-vous pourvu au messager du roi de Hatti, mais n'avez pas pourvu à mon messager ? Mais ceci est la terre de mon seigneur, et le roi, mon seigneur, m'a fait un des maires ! »

Paragraphe VIII, lignes 54-56

« Laisse le messager de mon seigneur venir à moi afin que je puisse donner tout ce que j'ai promis en présence du roi, mon seigneur. Je donnerai des vivres, des navires, de l'huile, des bûches, du buis, et d'autres bois. »

— EA 161, lignes 1-56 (complet)